# Halič
Halič és un poble i municipi d'Eslovàquia. Es troba a la regió de Banská Bystrica. La primera menció escrita de la vila es remunta al 1299.

## Demografia
| Godina             | 1994 | 2004   | 2014   | 2024   |
| ------------------ | ---- | ------ | ------ | ------ |
| Nombre de persones | 1547 | 1697   | 1670   | 1656   |
| Diferència         |      | +9,69% | −1,59% | −0,83% |

| Godina             | 2023 | 2024   |
| ------------------ | ---- | ------ |
| Nombre de persones | 1647 | 1656   |
| Diferència         |      | +0,54% |